# Hedysarum roseum
Hedysarum roseum là một loài thực vật có hoa trong họ Đậu. Loài này được Sims miêu tả khoa học đầu tiên.